# Венера в мехах (фильм, 2013)
«Венера в мехах» (фр. La Vénus à la fourrure) — французский камерный кинофильм сценариста и режиссёра Романа Полански по одноимённой пьесе современного американского драматурга Дэвида Айвза, которая, в свою очередь, основана на знаменитой повести Леопольда фон Захер-Мазоха «Венера в мехах».
Главные и единственные роли в картине исполнили Матьё Амальрик и жена режиссёра Эммануэль Сенье. Мировая премьера фильма состоялась 25 мая 2013 года на 66-м Каннском кинофестивале, где он был представлен в основном конкурсе. В январе 2014 года фильм был выдвинут на соискание кинопремии «Сезар» в 7 номинациях и получил в итоге премию за лучшую режиссуру.

## Сюжет
Тома Новачек — автор и режиссёр-постановщик новой пьесы, написанной по мотивам повести 1870 года «Венера в мехах» австрийского писателя Захер-Мазоха. В течение дня он безуспешно прослушивал актрис, претендовавших на главную женскую роль — роль Ванды фон Дунаевой. Когда он уже собирается покинуть театр, появляется растрёпанная и вульгарная актриса по имени Ванда Журден. Благодаря своему напору ей удаётся убедить Тома прослушать её и подыграть ей в качестве основного мужского персонажа пьесы. С первых мгновений режиссёр оказывается поражён удивительным преображением актрисы, которая очень точно попадает в задуманный им образ, и постепенно теряет способность прервать прослушивание…

## В ролях
- Эммануэль Сенье — Ванда Журден
- Матьё Амальрик — Тома Новачек

## Награды и номинации
- 2013 — участие в основной конкурсной программе Каннского кинофестиваля.
- 2014 — премия «Сезар» за лучшую режиссуру (Роман Полански), а также 6 номинаций: лучший фильм, лучшая мужская роль (Матьё Амальрик), лучшая женская роль (Эммануэль Сенье), лучший адаптированный сценарий (Дэвид Айвз, Роман Полански), лучшая музыка к фильму (Александр Деспла), лучший звук (Люсьен Балибар, Надин Мюз и Сирил Хольц).
- 2014 — номинация на премию «Давид ди Донателло» за лучший европейский фильм.
- 2014 — премия «Люмьер» за лучший сценарий (Дэвид Айвз, Роман Полански), а также номинация в категории «лучшая актриса».
- 2014 — номинация на премию «Орлы» за лучшую музыку (Александр Деспла).